# Johann Gottfried Tobias Crumbiegel
Johann Gottfried Tobias Crumbiegel, eigentlich Johann Gottfried Crumbiegel (* 2. Juni 1759 in Rostock; † 2. Juni 1842 ebenda) war ein deutscher Verwaltungsjurist.

## Leben
Johann Gottfried (Tobias) Crumbiegel besuchte die Große Stadtschule Rostock und studierte ab 1777 Rechtswissenschaften an den Universitäten Rostock und Göttingen. In Rostock wurde er 1781 unter Vorsitz von Walter Vincent Wiese examiniert. 1784 wurde er in Göttingen unter Vorsitz von Karl Heinrich Geisler zum Dr. jur. promoviert. Aus seiner Göttinger Zeit ist sein Eintrag im Stammbuch von Johann Christian Friedrich Dietz überliefert. Er ließ sich in Rostock als Advokat nieder und wurde als Prokurator am Städtischen Obergericht in Rostock zugelassen. 1786 erneuerte er seine Matrikulation an der Universität, wo er ab 1789 auch juristische Vorlesungen hielt.
1791 trat er als Fiskal an der herzoglichen Justizkanzlei und dem herzoglichen Konsistorium in Rostock in herzogliche Dienste. 1794 erhielt er den Titel Herzoglich Mecklenburgischer Akziserat und die Leitung der herzoglichen Akziseverwaltung in Rostock. 1808 wurde er daneben Erster Beamter und Amtshauptmann des Domanialamtes Toitenwinkel. Das Domanialamt Toitenwinkel zu Rostock, östlich der Warnow gelegen, hatte mit dem Zugang zum östlichen Warnowufer (der Fluss selbst gehörte zur Stadt Rostock) eine damals strategisch wichtige Bedeutung. Von 1827 bis 1842 veröffentlichte er jährlich Verzeichnisse vom Ertrage der Rostockschen Accise, und derjenigen ein- und ausgeführten Waren, welche einen bedeutenden Einfluß auf den Accise-Ertrag gehabt haben im Freimüthigen Abendblatt.
Daneben wirkte er als Privatlehrer an der Großen Stadtschule in Rostock.
Er war seit 1795 verheiratet mit Christine Justine, geb. Justus (1770–1815). Zu den Kindern des Paares zählte der Jurist und Rostocker Bürgermeister Ferdinand Justus Crumbiegel.

## Werke
- De Foro Personarvm Miserabilivm  Ad Legem Vnicam Codicis: Qvando Imperator Inter Pvpillos Vel Vidvas Etc. ; Dissertatio Ivridica / Qvam … In Academia Rostochiensi, Praeside … Walter Vincent Wiese, Ivr. Doct. Et Prof. Pvbl. Ord. … Anno MDCCLXXXI Die VI. Aprilis, … Pvblico Examini Svbmittet Iohann Gottfried Crvmbiegel, Rostochiensis. Adler, Rostock 1781 (Digitalisat, ULB Halle)